# Сирота Олександр Миколайович
Олекса́ндр Микола́йович Сирота́ (нар. 4 липня 1990 — пом. 19 липня 2014) — старший солдат Збройних сил України.

## Життєпис
Народився 1990 року в Приморському.
Старший солдат військової служби за контрактом 28-ї окремої механізованої бригади, навідник-оператор.
Помер у шпиталі від завданих йому напередодні поранень біля прикордонного села Тарани (Донецька область) під час вчиненого терористами артобстрілу блокпоста. У часі обстрілу загинув Бєгіу Денис Олександрович.
Без Олександра лишилися батьки і сестра.
Похований у селі Приморське.

## Нагороди
15 травня 2015 року — за особисту мужність і героїзм, виявлені у захисті державного суверенітету та територіальної цілісності України, вірність військовій присязі під час російсько-української війни, відзначений — нагороджений орденом За мужність III ступеня, в указі зазначений як живий.